# Gillian Anderson
Gillian Leigh Anderson OBE (Chicago, 9 de agosto de 1968) é uma atriz americana e britânica, mais conhecida por seus papéis na televisão, como o de agente especial do FBI Dana Scully na série de televisão da FOX The X-Files, Stella Gibson na série da BBC The Fall, Drª. Bedelia du Maurier na série da NBC Hannibal e Deusa Media na primeira temporada da série American Gods, da Starz e mais recentemente como Drª. Jean F. Milburn na série adolescente de comédia dramática da Netflix Sex Education. Também interpretou a ex-primeira-ministra britânica Margaret Thatcher na série dramática The Crown, também da Netflix.
Em 1997, Anderson foi escolhida pela revista People como uma das "50 Pessoas Mais Bonitas do Mundo". Sua filha, Piper Anderson, nasceu em 25 de setembro de 1994.

## Carreira
Em 2000, Anderson recebeu uma indicação ao Saturn Award na categoria Melhor Atriz em televisão. Vencedora de um Prêmio Emmy do Primetime, de um Prêmio Globo de Ouro e dois Prêmios SAG de Melhor Atriz em Série Dramática, a primeira grande chance de Gillian Anderson veio quando ela foi escolhida para um papel no Arquivo X, em setembro de 1993.
Antes, havia conseguido reconhecimento como atriz por sua performance "off-Broadway" na peça de Alan Ayckborne, Absent Friends, no Manhattan Theatre Club, pela qual ela recebeu o prêmio Theatre World Award. Também atuou em The Philantropist, de Christopher Hampton, no Long Wharf Theater.
Sua paixão por teatro começou no colegial, quando ela participava em produções teatrais da comunidade. Mais tarde, Anderson estudou com a National Theatre of Great Britain, na Universidade de Cornell em Ithaca, em Nova Iorque, e depois na Goodman Theater School, na Universidade DePaul em Chicago, onde conseguiu seu diploma BFA (bacharel em artes).
Seus créditos em filmes incluem: Sempre Amigos (The Mighty), Arquivo-X: Resista ao Futuro (The X-Files: Fight the Future), Corações Apaixonados (Playing By Heart) e A Essência da Paixão (The House of Mirth).
No final de 2007, mais precisamente em setembro, a atriz esteve em Nova York filmando How to Lose Friends and Alienate People. Em 14 de maio de 2008, a atriz esteve em Cannes para a estreia do filme Blindness, do brasileiro Fernando Meirelles. A ida para Cannes teve como objetivo a promoção do filme How to Lose Friends and Alienate People mas no local também havia outdoors da Fox, promovendo o segundo filme de Arquivo X.
Na publicação de 1996 das 100 Mulheres Mais Sensuais da FHM, ficou na primeira classificação.

## Prêmios e indicações

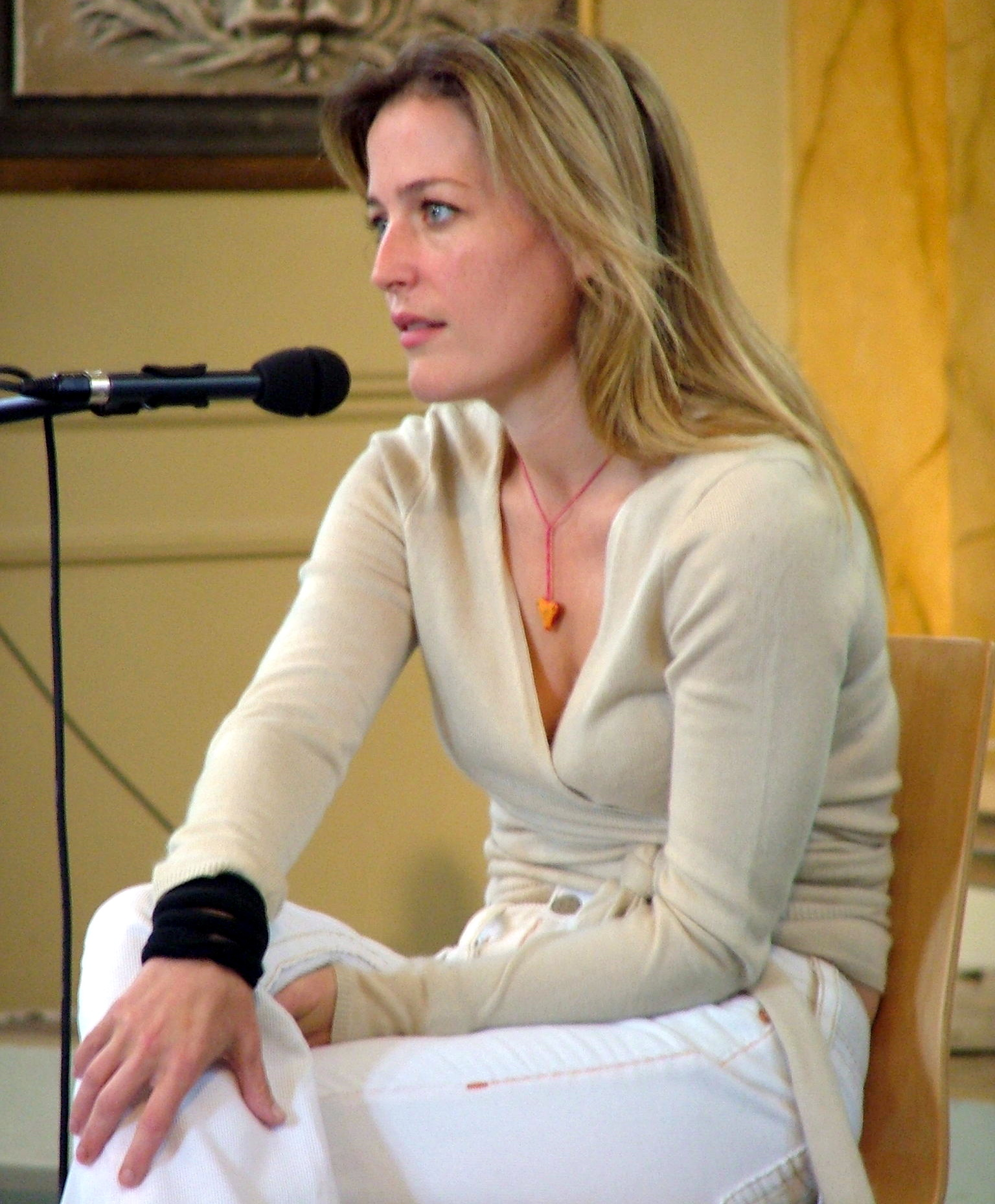
Gillian Anderson em Londres em 2004

Em 2009, Anderson foi eleita uma das 20 mulheres mais poderosas do teatro britânico e recebeu o título "The Honorary Brit" pela Harper's Bazaar e Tiffany & Co.. Em 2010, Anderson foi eleita integrante honorária da London Film School (LFS).
Em 2016, Anderson recebeu de maneira honorária o título de oficial da Ordem do Império Britânico (OBE) por seus serviços à atuação. Em 2018, recebeu uma estrela na Calçada da Fama de Hollywood.

#### Emmy do Primetime
| Ano  | Categoria                                   | Indicação   | Notas    |
| ---- | ------------------------------------------- | ----------- | -------- |
| 1996 | Melhor Atriz em Série Dramática             | The X-Files | Indicado |
| 1997 | Melhor Atriz em Série Dramática             | The X-Files | Venceu   |
| 1998 | Melhor Atriz em Série Dramática             | The X-Files | Indicado |
| 1999 | Melhor Atriz em Série Dramática             | The X-Files | Indicado |
| 2006 | Melhor Atriz em Minissérie ou Telefilme     | Bleak House | Indicado |
| 2021 | Melhor Atriz Coadjuvante em Série Dramática | The Crown   | Venceu   |

#### BAFTA
| Ano  | Categoria                             | Indicação       | Notas    |
| ---- | ------------------------------------- | --------------- | -------- |
| 2006 | Melhor Atriz em Televisão             | Bleak House     | Indicado |
| 2012 | Melhor Atriz Coadjuvante em Televisão | Any Human Heart | Indicado |

#### Globo de Ouro
| Ano  | Categoria                               | Indicação   | Notas    |
| ---- | --------------------------------------- | ----------- | -------- |
| 1996 | Melhor Atriz em Série Dramática         | The X-Files | Indicado |
| 1997 | Melhor Atriz em Série Dramática         | The X-Files | Venceu   |
| 1998 | Melhor Atriz em Série Dramática         | The X-Files | Indicado |
| 1999 | Melhor Atriz em Série Dramática         | The X-Files | Indicado |
| 2007 | Melhor Atriz em Minissérie ou Telefilme | Bleak House | Indicado |
| 2021 | Melhor Atriz Coadjuvante em Televisão   | The Crown   | Venceu   |

#### SAG Awards
| Ano  | Categoria                        | Indicação   | Notas    |
| ---- | -------------------------------- | ----------- | -------- |
| 1996 | Melhor Atriz em Série Dramática  | The X-Files | Venceu   |
| 1997 | Melhor Atriz em Série Dramática  | The X-Files | Venceu   |
| 1997 | Melhor Elenco em Série Dramática | The X-Files | Indicado |
| 1998 | Melhor Atriz em Série Dramática  | The X-Files | Indicado |
| 1998 | Melhor Elenco em Série Dramática | The X-Files | Indicado |
| 1999 | Melhor Atriz em Série Dramática  | The X-Files | Indicado |
| 1999 | Melhor Elenco em Série Dramática | The X-Files | Indicado |
| 2000 | Melhor Atriz em Série Dramática  | The X-Files | Indicado |
| 2001 | Melhor Atriz em Série Dramática  | The X-Files | Indicado |
| 2021 | Melhor Atriz em Série Dramática  | The Crown   | Venceu   |
| 2021 | Melhor Elenco em Série Dramática | The Crown   | Venceu   |

#### Critics' Choice Television Awards
| Ano  | Categoria                                   | Indicação          | Notas    |
| ---- | ------------------------------------------- | ------------------ | -------- |
| 2012 | Melhor Atriz em Minissérie ou Telefilme     | Great Expectations | Indicado |
| 2018 | Melhor Atriz Coadjuvante em Série Dramática | American Gods      | Indicado |
| 2021 | Melhor Atriz Coadjuvante em Série Dramática | The Crown          | Venceu   |

#### Satellite Awards
| Ano  | Categoria                               | Indicação          | Notas    |
| ---- | --------------------------------------- | ------------------ | -------- |
| 1997 | Melhor Atriz em Série Dramática         | The X-Files        | Indicado |
| 1998 | Melhor Atriz em Série Dramática         | The X-Files        | Indicado |
| 1999 | Melhor Atriz em Série Dramática         | The X-Files        | Indicado |
| 2001 | Melhor Atriz em Série Dramática         | The X-Files        | Indicado |
| 2006 | Melhor Atriz em Minissérie ou Telefilme | Bleak House        | Indicado |
| 2012 | Melhor Atriz em Minissérie ou Telefilme | Great Expectations | Indicado |
| 2015 | Melhor Atriz em Série Dramática         | The Fall           | Indicado |
| 2021 | Melhor Atriz Coadjuvante em Televisão   | The Crown          | Indicado |

#### Saturn Awards
| Ano  | Categoria                             | Indicação   | Notas    |
| ---- | ------------------------------------- | ----------- | -------- |
| 1996 | Melhor Atriz em Televisão             | The X-Files | Venceu   |
| 1997 | Melhor Atriz em Televisão             | The X-Files | Indicado |
| 1998 | Melhor Atriz em Televisão             | The X-Files | Indicado |
| 1999 | Melhor Atriz em Televisão             | The X-Files | Indicado |
| 2000 | Melhor Atriz em Televisão             | The X-Files | Indicado |
| 2001 | Melhor Atriz em Televisão             | The X-Files | Indicado |
| 2015 | Melhor Atriz em Televisão             | The X-Files | Indicado |
| 2015 | Melhor Atriz Coadjuvante em Televisão | Hannibal    | Indicado |
| 2018 | Melhor Atriz em Televisão             | The X-Files | Indicado |

## Vida pessoal
Gillian Anderson mora em Londres desde o término do seriado Arquivo X. Em 2004, após um longo período de noivado, se casou, no dia 29 de dezembro com o jornalista e documentarista Julian Ozanne. Em abril de 2006 o casal se divorciou e no momento, Gillian Anderson morava com o namorado Mark. O casal tem dois filhos, o pequeno Oscar, que nasceu prematuro no dia 1 de novembro de 2006 e Felix Griffiths nascido em 15 de outubro de 2008. Piper Anderson, filha do primeiro casamento de Gillian, com o produtor de Arquivo X, Clyde Klotz também está morando em Londres. Foi publicado em 8 de agosto de 2012, no E! News que, após seis anos juntos, Gillian Anderson e Mark Griffiths se separam.